# Girolamo Boncompagni
Girolamo Boncompagni (Isola del Liri, 23 marzo 1622 – Bologna, 24 gennaio 1684) è stato un cardinale e arcivescovo cattolico italiano.

## Biografia
Nacque a Isola del Liri, presso Sora, in Lazio, il 23 marzo 1622 da Gregorio Boncompagni, II duca di Sora e Eleonora Zapata.
Papa Alessandro VII lo elevò al rango di cardinale nel concistoro del 14 gennaio 1664.
Morì a Bologna il 24 gennaio 1684 all'età di 61 anni.

## Genealogia episcopale e successione apostolica
La genealogia episcopale è:
- Cardinale Guillaume d'Estouteville, O.S.B.Clun.
- Papa Sisto IV
- Papa Giulio II
- Cardinale Raffaele Riario
- Papa Leone X
- Papa Paolo III
- Cardinale Francesco Pisani
- Cardinale Alfonso Gesualdo
- Papa Clemente VIII
- Cardinale Pietro Aldobrandini
- Cardinale Laudivio Zacchia
- Cardinale Antonio Barberini, O.F.M.Cap.
- Cardinale Girolamo Colonna
- Cardinale Niccolò Albergati-Ludovisi
- Cardinale Girolamo Boncompagni

La successione apostolica è:
- Cardinale Giulio Spinola (1658)
- Patriarca Niccolò Pietro Bargellini (1665)
- Cardinale Girolamo Gastaldi (1680)

## Ascendenza
|                                       |                                                 |                                                     | Genitori                                 |  |  | Nonni |  |  | Bisnonni           |  |  | Trisnonni              |  |
|                                       |                                                 |                                                     |                                          |  |  |       |  |  | Papa Gregorio XIII |  |  | Cristoforo Boncompagni |  |
|                                       |                                                 |                                                     |                                          |  |  |       |  |  | Papa Gregorio XIII |  |  | Cristoforo Boncompagni |  |
|                                       |                                                 | Angela Marescalchi                                  |                                          |  |  |       |  |  | Papa Gregorio XIII |  |  |                        |  |
| Giacomo Boncompagni, I duca di Sora   |                                                 |                                                     |                                          |  |  |       |  |  | Papa Gregorio XIII |  |  |                        |  |
|                                       |                                                 | Maddalena Fulchini                                  | …                                        |  |  |       |  |  |                    |  |  |                        |  |
|                                       |                                                 | Maddalena Fulchini                                  | …                                        |  |  |       |  |  |                    |  |  |                        |  |
|                                       |                                                 | Maddalena Fulchini                                  | …                                        |  |  |       |  |  |                    |  |  |                        |  |
| Gregorio Boncompagni, II duca di Sora |                                                 | Maddalena Fulchini                                  |                                          |  |  |       |  |  |                    |  |  |                        |  |
|                                       |                                                 | Sforza Sforza, X conte di Santa Fiora               | Bosio II Sforza, IX conte di Santa Fiora |  |  |       |  |  |                    |  |  |                        |  |
|                                       |                                                 | Sforza Sforza, X conte di Santa Fiora               | Bosio II Sforza, IX conte di Santa Fiora |  |  |       |  |  |                    |  |  |                        |  |
|                                       |                                                 | Sforza Sforza, X conte di Santa Fiora               | Costanza Farnese                         |  |  |       |  |  |                    |  |  |                        |  |
| Costanza Sforza                       |                                                 | Sforza Sforza, X conte di Santa Fiora               |                                          |  |  |       |  |  |                    |  |  |                        |  |
|                                       |                                                 | Luigia Pallavicino                                  | Pallavicino II Pallavicino               |  |  |       |  |  |                    |  |  |                        |  |
|                                       |                                                 | Luigia Pallavicino                                  | Pallavicino II Pallavicino               |  |  |       |  |  |                    |  |  |                        |  |
|                                       |                                                 | Luigia Pallavicino                                  | Elena Salviati                           |  |  |       |  |  |                    |  |  |                        |  |
| Girolamo Boncompagni                  |                                                 | Luigia Pallavicino                                  |                                          |  |  |       |  |  |                    |  |  |                        |  |
|                                       | Francisco Zapata y Cisneros, I conte di Barajas | Juan Zapata Osorio, V signore di Barajas ed Alameda |                                          |  |  |       |  |  |                    |  |  |                        |  |
|                                       | Francisco Zapata y Cisneros, I conte di Barajas | Juan Zapata Osorio, V signore di Barajas ed Alameda |                                          |  |  |       |  |  |                    |  |  |                        |  |
|                                       | Francisco Zapata y Cisneros, I conte di Barajas | María Jiménez Cisneros                              |                                          |  |  |       |  |  |                    |  |  |                        |  |
| Juan Bautista Zapata y Cisneros       | Francisco Zapata y Cisneros, I conte di Barajas |                                                     |                                          |  |  |       |  |  |                    |  |  |                        |  |
|                                       |                                                 | Maria Clara de Mendoza                              | Juan Suárez de Mendoza                   |  |  |       |  |  |                    |  |  |                        |  |
|                                       |                                                 | Maria Clara de Mendoza                              | Juan Suárez de Mendoza                   |  |  |       |  |  |                    |  |  |                        |  |
|                                       |                                                 | Maria Clara de Mendoza                              | María de Mendoza y Luna                  |  |  |       |  |  |                    |  |  |                        |  |
| Eleonora Zapata                       |                                                 | Maria Clara de Mendoza                              |                                          |  |  |       |  |  |                    |  |  |                        |  |
|                                       |                                                 | Ottavio Brancia, signore di Castelpagano            | Giacomo Brancia                          |  |  |       |  |  |                    |  |  |                        |  |
|                                       |                                                 | Ottavio Brancia, signore di Castelpagano            | Giacomo Brancia                          |  |  |       |  |  |                    |  |  |                        |  |
|                                       |                                                 | Ottavio Brancia, signore di Castelpagano            | Caterna Brancia                          |  |  |       |  |  |                    |  |  |                        |  |
| Caterina Brancia                      |                                                 | Ottavio Brancia, signore di Castelpagano            |                                          |  |  |       |  |  |                    |  |  |                        |  |
|                                       |                                                 | Giulia Carafa                                       | …                                        |  |  |       |  |  |                    |  |  |                        |  |
|                                       |                                                 | Giulia Carafa                                       | …                                        |  |  |       |  |  |                    |  |  |                        |  |
|                                       |                                                 | Giulia Carafa                                       | …                                        |  |  |       |  |  |                    |  |  |                        |  |
|                                       |                                                 | Giulia Carafa                                       |                                          |  |  |       |  |  |                    |  |  |                        |  |